# Iba
Iba là một đô thị hạng 2 ở tỉnh Zambales, Philippines. Theo điều tra dân số năm 2000, đô thị này có dân số 34.678 người trong 7.260 hộ.
Iba là nơi sinh của cựu tổng thống Philippines Ramon Magsaysay.

## Các đơn vị hành chính
Iba được chia thành 14 barangay.
- Amungan
- Bangantalinga/Sta Rita
- Dirita-Baloguen
- Lipay-Dingin-Panibuatan
- Palanginan (Palanginan-Balili-Tambac)
- San Agustin
- Santa Barbara
- Santo Rosario
- Zone 1 Pob. (Libaba)
- Zone 2 Pob. (Aypa)
- Zone 3 Pob. (Botlay)
- Zone 4 Pob. (Sagapan)
- Zone 5 Pob. (Bano)
- Zone 6 Pob. (Baytan)